# Herbert Walther
Herbert Walther (n. 19 ianuarie 1935, d. 22 iulie 2006) a fost un fizician german, membru de onoare al Academiei Române (din 1994).
1. 1 2  Herbert Walther, Autoritatea BnF
2. 1 2  Herbert Walther, SNAC, accesat în 9 octombrie 2017
3. 1 2  „Herbert Walther”, Gemeinsame Normdatei, accesat în 9 aprilie 2014
4. ↑  CONOR.SI[*] Verificați valoarea |titlelink= (ajutor)
5. ↑  Genealogia matematicienilor
6. ↑  Born medal recipients (în engleză), Institute of Physics[*], accesat în 23 august 2018
7. ↑   https://www.optica.org/get_involved/awards_and_honors/awards/award_descriptions/ivesquinn/ Lipsește sau este vid: |title= (ajutor)
8. ↑   https://www.optica.org/get_involved/awards_and_honors/awards/award_descriptions/charlestownes/ Lipsește sau este vid: |title= (ajutor)